# Capparidastrum osmanthum
Capparidastrum osmanthum är en kaprisväxtart som först beskrevs av Friedrich Ludwig Diels, och fick sitt nu gällande namn av Cornejo och Iltis. Capparidastrum osmanthum ingår i släktet Capparidastrum och familjen kaprisväxter. Inga underarter finns listade i Catalogue of Life.